# Oye bonita
Oye bonita es una telenovela colombiana producida por Colombiana de Televisión para Caracol Televisión.
Esta protagonizada por Karoll Márquez y Diana Hoyos y con las participaciones antagónicas de Nicolás Nocceti, Alberto Palacio, Marilyn Patiño y Caleb Casas. Además, marca el debut en telenovelas de los cantantes Alejandro Palacio y Beto Villa Jr.
Las grabaciones empezaron el 14 de julio de 2008 y finalizaron el 20 de noviembre de 2009, y su estreno fue el 27 de octubre de 2008.

## Sinopsis
La historia gira en torno principalmente al amor entre Diana Lacouture y Monchi Maestre, dos personas que en un comienzo son totalmente diferentes, puesto que la familia de Monchi fue desterrada de sus tierras en el pasado a causa de la ambición de poderosas familias de la región: los Isaza y un socio cercano, Antoine Lacouture (el padre de Diana). Años más tarde, Diana, la hija de Antoine, conoce al Monchi y se enamoran, en este momento la historia de las dos familias (Los Maestre y los Isaza) vuelve a cruzarse, pues Antoine, arrepentido de haber arrebatado las tierras de los Maestre, decide que es necesario devolvérselas. A esto se opone férreamente el señor Isaza, quien hace todo lo posible por evitar que los Maestre reclamen y recuperen sus tierras, llegando incluso a incendiar la choza de los Maestre para tratar de amedrentarlos.
En medio de todo esto surge el amor entre Monchi y Diana Lacouture, quien resulta comprometida con Fito (Nicolás Nocetti), un argentino ambicioso que busca casarse con ella para arrebatarle la fortuna que le corresponde, incluso llegando a chantajearla con la salud de Antoine su padre para obligarla a casarse aunque ella no lo ame.

## Elenco
- Karoll Márquez - Ramón Segundo "Monchi" Maestre Urbina
- Diana Hoyos -  Diana Margarita Lacouture Murgas "La Bonita"
- Félix Antequera - Ramón "Moncho" Maestre
- Patricia Ércole - Elvia Urbina de Maestre
- Maribel Abello - Josefa Murgas
- Alejandro Palacio - Manuel Gustavo "Mañe" Isaza Murgas "El Duro Isaza"
- Eileen Moreno - Macarena Maestre Urbina / "Clara Inés Otalora"
- Ana María Estupiñán - Chiquinquirá "Chiqui" Maestre Urbina
- Lorena Álvarez - Carmen Maestre Urbina
- Margoth Velásquez - Petra Urbina "Mamá Petra"
- Sergio Borrero - Obidio
- Eileen Roca - Lina "La Nena" Abello
- Beto Villa Jr - Elías Urbina
- Carlos Mario Villa - Piyayo
- Nicolás Nocetti - Adolfo "Fito" Pérez
- Alberto Palacio - Gustavo Isaza
- Jose Rojas - Antoine Lacouture Payón
- Marilyn Patiño - Myriam Basanty "Micho"
- Julio Sánchez Cóccaro - Padre Saturnino
- Ana Beatriz Osorio - Doña Nelly
- Caleb Casas - Adolfo Rentería
- Daniella Donado - Sonia Portocarrero
- Gavo Figueira - Daniel Aljure
- Diego Camacho - Yessid Cerquera "El Turco"
- Tahimi Albariño - Concepción "Concha" Murgas
- Mimi Anaya - La Quica Quiroz
- Rafael Ricardo - Infinito
- Juan Carlos "JuanK" Ricardo - Raúl Villalba
- Carlos Alberto Ricardo - Sergio Villalba
- José Luis García - Cabo Ariza
- Diana Santamaria - Zunilda
- Liliana Escobar - Marcela
- Pedro Pallares - Pascual Huertas
- Margarita Reyes - Alexandra
- Josse Narváez - Efraín Cerquera
- Julio Echeverry - Víctor "Vito" Canaro
- Myriam de Lourdes - Beatriz Camargo, viuda de Otalora
- Mario Espitia - Buggy Amador
- Emerson Rodríguez Gómez - Freddy Molina
- Mauricio Mejía - Capitán Castillo
- Ignacio Hijuelos - El Gavilán
- Rafael Pedraza - Chema
- Ricardo Gómez - Doctor Barón
- Nestor Alfonso Rojas - Obidio
- Hans Martínez
- Carlos Velásquez
- Jorge Sánchez - Juvenal Sánchez
- Zulma Rey - July
- Viña Machado - María Elvira Santos
- Víctor Hugo Trespalacios - El Tío
- Mile Vergara - Dora "Dorita"
- Martina La Peligrosa - Nadia
- Herbert King - Michael González
- Carmen Marina Torres - Toña
- Pedro Palacios - Servando
- Ernesto Tapia - Eduardo Portocarrero
- Sao Bornachera - Preso 1

### Actuación Especial
Aparición por capítulos
- Vetto Gálvez
- Beto Villa
- Emiliano Zuleta
- Alfredo Gutiérrez
- Iván Villazón
- Iván Zuleta
- Felipe Peláez
- Luis Guillermo Zabaleta
- Peter Manjarrés
- Sergio Luis Rodríguez
- Jorge Celedón
- Jimmy Zambrano
- Fernando Corredor
- Juan Mao - Diablo

## Final
Aparece Fito nuevamente, secuestrando a Diana y a La Nena junto a sus cómplices, por otro lado, Raul no esta dispuesto a perder a Carmen y va en busca de ella para sacarla del convento, en el camino se topa con el mismísimo diablo a quien accidentalmente le vende su alma si saca a Carmen del convento. Cuando Diana y La Nena son rescatadas por Monchi y Elias, "Adolfo" piratea el reciente disco de Monchi en forma de venganza por haber rescatado a Diana. Manuel se entera de que "Yaser" es su medio hermano porque es hijo de Vito Canaro, por lo cual se enoja con su madre y cree que los traicionó. Diana se vuelve la novia oficial de Monchi; Myriam sufre un accidente en el que pierde la vida. Concha Murgas queda electa como congresista. Gustavo Isaza, en un intento de venganza, se enfrenta a Monchi, provocando su propia muerte de forma accidental; Monchi es llevado a la cárcel y acusado de la muerte de Isaza, pero en el juicio es declarado inocente. Por otra parte, la familia Cerquera logra hacer realidad su sueño de tener un hijo, pero en el momento que les dan la noticia del embarazo la emoción desencadena en un infarto que deja al turco anclado para siempre a una silla de ruedas. Monchi sale de la cárcel para participar en el súper concierto en el cual cantarán él, Manuel y Jorge Celedón.
 Luego, hay un matrimonio múltiple: Monchi y Diana, Infinito y Petra, Manuel y Macarena, Sergio y Nelly, Elías y Nena, Rasputín y Nadia. Diana y Monchi se van de luna de miel a Aruba. Pasan los años y en el balneario están todos las personas de la villa, con Infinito enseñando a tocar el acordeón a un par de niños; Monchi, Manuel y Raúl suben a una tarima para cantar "Oye Bonita", y se muestran periódicos y revistas que reflejan la fama que obtuvo Monchi, terminando así la historia.

## Premios y nominaciones

### Premios Tvynovelas
| Año  | Categoría                                | Nominado         | Resultado |
| ---- | ---------------------------------------- | ---------------- | --------- |
| 2009 | Mejor Telenovela                         | Oye bonita       | Nominada  |
| 2009 | Mejor Tema Musical De Telenovela / Serie | Oye bonita       | Ganador   |
| 2009 | Actor Revelación                         | Beto Villa Jr    | Nominado  |
| 2009 | Actriz Revelación                        | Diana Santamaría | Nominada  |

### Premios India Catalina
| Año  | Categoría                            | Nominado         | Resultado |
| ---- | ------------------------------------ | ---------------- | --------- |
| 2009 | Mejor Telenovela                     | Oye bonita       | Nominado  |
| 2009 | Mejor de Banda Sonora                | Oye bonita       | Ganador   |
| 2009 | Mejor Libreto Original De Telenovela | Oye bonita       | Nominado  |
| 2009 | Actor Revelación                     | Beto Villa Jr    | Nominado  |
| 2009 | Actriz Revelación                    | Diana Santamaria | Nominada  |